# Škoda Superb
De Škoda Superb is een middenklasse auto van het merk Škoda die sinds 2002 geproduceerd wordt in Tsjechië. In de jaren 30 van de 20e eeuw werden er ook een aantal modellen met de naam Škoda Superb op de markt gebracht.

## Eerste generatie
De eerste generatie van de Škoda Superb is gebaseerd op de Volkswagen Passat B5. De Superb maakt gebruik van hetzelfde onderstel als de Passat, alleen is deze afkomstig van de Shanghai Passat waardoor hij tien centimeter verlengd is, hetgeen vooral meer zitruimte achterin oplevert. Door deze eigenschap is deze auto mede geliefd bij veel taxibedrijven.
De basistechniek is afkomstig van Volkswagen. De verkoopcijfers van de Superb waren niet op het gehoopte niveau. In 2006 kreeg de Superb een lichte restyling waarbij het motorgamma iets werd gewijzigd.

Als extra optie is tevens o.a. een zogenaamde WetCase beschikbaar in het linkerachterportier. Hier kan men een natte paraplu in opbergen waarbij het systeem het overtollige water automatisch naar buiten afvoert. Dit systeem werd later toegepast in de Rolls-Royce Phantom. Andere opties zijn verschillende koelvakken, stoelverwarming en snufjes met licht. De duurste versie, de Elegance, is uitgerust met extra's als houtinleg, leren bekleding, navigatie en een multifunctioneel stuurwiel. Optioneel was er ook een luik leverbaar in de rugleuning van de rechtervoorstoel. Het luik kon vanaf de achterbank geopend worden waardoor er een voetensteun ontstond. Hierdoor kon men zich met gestrekte benen laten vervoeren.

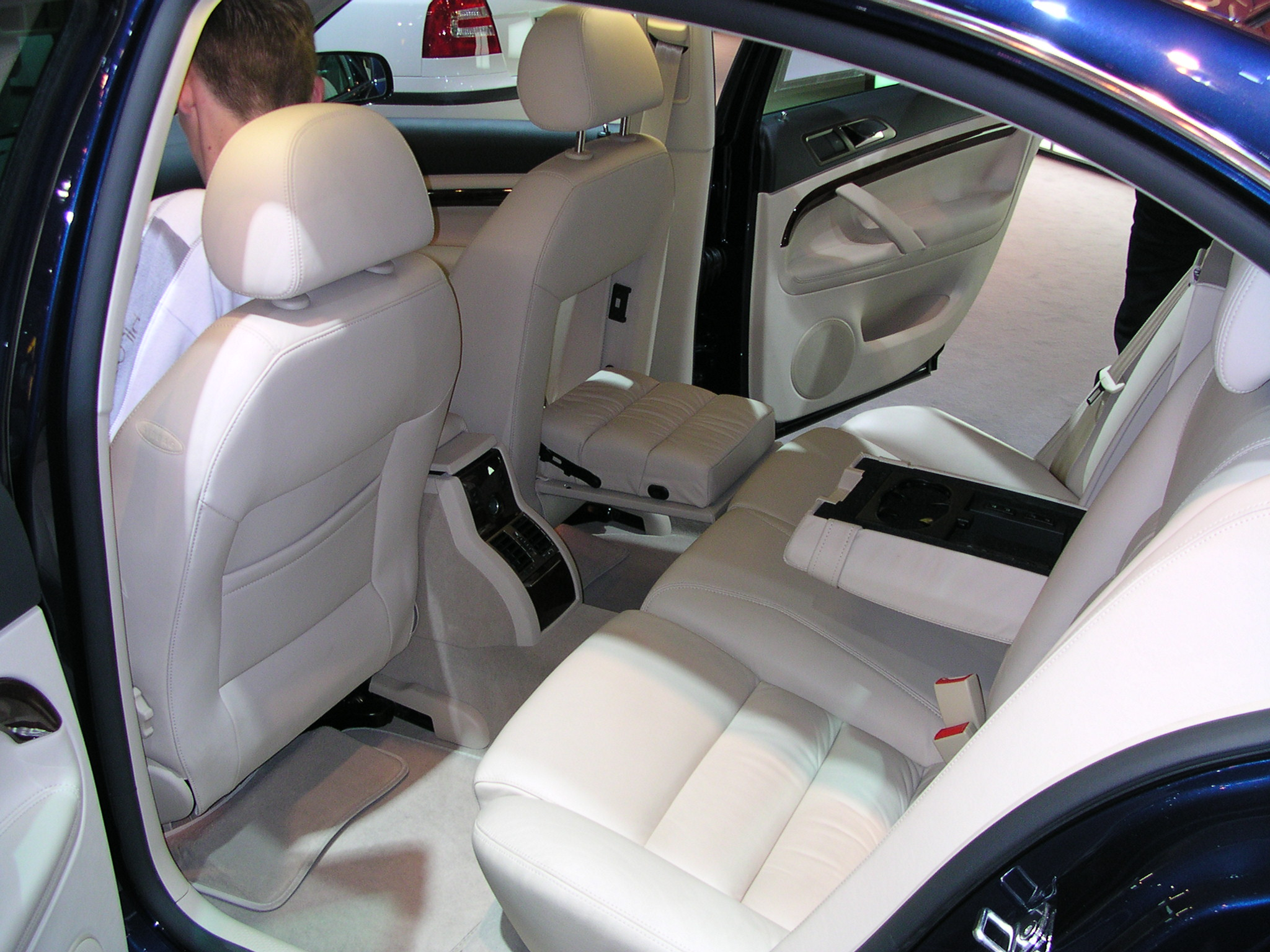
voetsteun

### Motoren
De Superb kan ook met een vijftraps automaat (Tiptronic) besteld worden, alleen voor de 1.8T en 2.8 V6 en de V6 TDI. Voor de 2.0 TDI is er in handgeschakelde zesversnellingsbak, de rest heeft vijf versnellingen.
Ook kan de Superb is in verschillende uitvoeringen verkrijgbaar, met ieder een eigen niveau van aflevering, van laag naar hoog zijn dit: Classic, Kompas (tot 2006), Comfort, Elegance en de L&K uitvoering.
Benzine
| Type   | Motor     | Motor     | Motor   | Vermogen | Koppel | Overbrenging    | 0–100 km/h   | Topsnelheid    | Jaartal     |
| Type   | Inhoud    | Cilinders | Kleppen | Vermogen | Koppel | Overbrenging    | 0–100 km/h   | Topsnelheid    | Jaartal     |
| ------ | --------- | --------- | ------- | -------- | ------ | --------------- | ------------ | -------------- | ----------- |
| 2.0    | 1.984 cm³ | 4-in-lijn | 8V      | 115 pk   | 172 Nm | 5-bak           | 11,6 s       | 197 km/h       | 2002 - 2008 |
| 1.8T   | 1.781 cm³ | 4-in-lijn | 20V     | 150 pk   | 210 Nm | 5-bak/Tiptronic | 9,2 / 10,9 s | 216 / 212 km/h | 2002 - 2008 |
| 2.8 V6 | 2.771 cm³ | V6        | 30V     | 193 pk   | 280 Nm | 5-bak/Tiptronic | 8,0 / 9,4 s  | 237 / 232 km/h | 2002 - 2008 |

Diesel
| Type        | Motor     | Motor     | Motor   | Vermogen | Koppel | Overbrenging    | 0–100 km/h   | Topsnelheid    | Jaartal     |
| Type        | Inhoud    | Cilinders | Kleppen | Vermogen | Koppel | Overbrenging    | 0–100 km/h   | Topsnelheid    | Jaartal     |
| ----------- | --------- | --------- | ------- | -------- | ------ | --------------- | ------------ | -------------- | ----------- |
| 1.9 TDI     | 1.896 cm³ | 4-in-lijn | 8V      | 101 pk   | 250 Nm | 5-bak           | 13,2 s       | 189 km/h       | 2002 - 2006 |
| 1.9 TDI     | 1.896 cm³ | 4-in-lijn | 8V      | 105 pk   | 250 Nm | 5-bak           | 12,3 s       | 192 km/h       | 2006 - 2008 |
| 1.9 TDI     | 1.896 cm³ | 4-in-lijn | 8V      | 130 pk   | 285 Nm | 5-bak           | 10,4 s       | 205 km/h       | 2002 - 2005 |
| 1.9 TDI     | 1.896 cm³ | 4-in-lijn | 8V      | 130 pk   | 310 Nm | Tiptronic       | 11,7 s       | 202 km/h       | 2004 - 2005 |
| 2.0 TDI DPF | 1.968 cm³ | 4-in-lijn | 8V      | 140 pk   | 320 Nm | 6-bak           | 9,9 s        | 215 km/h       | 2005 - 2008 |
| 2.5 V6 TDI  | 2.496 cm³ | V6        | 24V     | 155 pk   | 310 Nm | 5-bak/Tiptronic | 9,5 / 10,4 s | 219 / 213 km/h | 2002 - 2003 |
| 2.5 V6 TDI  | 2.496 cm³ | V6        | 24V     | 163 pk   | 350 Nm | 6-bak/Tiptronic | 9,2 / 10,3 s | 223 / 217 km/h | 2003 - 2008 |

## Tweede generatie
Op 4 september 2008 is de tweede generatie van de Škoda Superb bij de Nederlandse dealers geïntroduceerd. Dit model zal op het aangepaste Golf-platform van de huidige Volkswagen Passat komen te staan waardoor hij dwars geplaatste motoren heeft. De Superb II heeft technisch veel gemeen met de Passat, maar heeft natuurlijk wel een heel eigen gezicht. Opvallend aan het sedan model is dat de kofferbak op twee manieren geopend kan worden, als een 'standaard' sedan met alleen de stalen achterklep, en als hatchback met de achterruit mee. Ditzelfde principe (hatchback en sedan) werd later toegepast op de BMW 5-serie GT. Er is ook een stationwagen variant uitgekomen met de naam "Combi" welke leverbaar is met een groot panoramisch schuif/kanteldak. Ook nieuw is dat de nieuwe Superb verkrijgbaar zal zijn met vierwielaandrijving, iets waar over het vorige model niet beschikte. Dit is de Haldex koppeling van de huidige Volkswagen Passat waarmee tot 100% van alle kracht naar één as gestuurd kan worden. De Tiptronic automaat wordt vervangen door een zes of zeventraps DSG-versnellingsbak, dit is afhankelijk van de gekozen motorisatie.

### Motoren
De motoren zijn afkomstig van Volkswagen. De basismotor zal een 1.4-liter TSI-motor zijn en het topmodel krijgt een gedowntunede 3.6-liter VR6-motor. Waar deze motor in de Passat 300pk leverde moest de Superb het met 260pk doen welke standaard voorzien is van vierwielaandrijving en DSG. In het begin van 2011 werd de 1.9 TDI met pompverstuiver met 105pk aan vermogen worden afgelost door een nieuwe 1.6 TDI common-rail ingespoten motor met hetzelfde vermogen (105pk & 250Nm). Deze motor heeft zich dan al bewezen in diverse VAG auto´s als VW Polo, Golf , Touran en Passat evenals de Seat Ibiza, Leon en Altea en tevens in de Audi A3. De nieuwe common-rail dieselmotor is een stuk stiller en zuiniger dan zijn voorganger. De 2.0 TSI en de 3.6 V6 zijn herkenbaar aan de twee dubbele uitlaten welke zich links en rechts bevinden.
Benzine
| Type              | Motor     | Motor     | Motor   | Vermogen | Koppel | Overbrenging  | Sedan       | Sedan          | Station     | Station        | Jaartal     |
| Type              | Inhoud    | Cilinders | Kleppen | Vermogen | Koppel | Overbrenging  | 0–100 km/h  | Topsnelheid    | 0–100 km/h  | Topsnelheid    | Jaartal     |
| ----------------- | --------- | --------- | ------- | -------- | ------ | ------------- | ----------- | -------------- | ----------- | -------------- | ----------- |
| 1.4 TSI           | 1.390 cm³ | 4-in-lijn | 16V     | 125 pk   | 200 Nm | 6-bak         | 10,5 s      | 201 km/h       | 10,6 s      | 199 km/h       | 2008 - 2013 |
| 1.4 TSI Greentech | 1.390 cm³ | 4-in-lijn | 16V     | 125 pk   | 200 Nm | 6-bak         | 10,5 s      | 204 km/h       | 10,6 s      | 203 km/h       | 2013 - 2015 |
| 1.8 TFSI          | 1.798 cm³ | 4-in-lijn | 16V     | 160 pk   | 250 Nm | 6-bak / 7-DSG | 8,6 / 8,5 s | 220 / 220 km/h | 8,7 / 8,6 s | 218 / 218 km/h | 2008 - 2013 |
| 1.8 TFSI          | 1.798 cm³ | 4-in-lijn | 16V     | 160 pk   | 250 Nm | 6-bak / 7-DSG | 8,2 / 8,4 s | 222 / 222 km/h | 8,3 / 8,5 s | 221 / 221 km/h | 2013 - 2015 |
| 2.0 TSI           | 1.984 cm³ | 4-in-lijn | 16V     | 200 pk   | 280 Nm | 6-DSG         | 7,8 s       | 236 km/h       | 7,9 s       | 234 km/h       | 2010 - 2013 |
| 2.0 TSI           | 1.984 cm³ | 4-in-lijn | 16V     | 200 pk   | 280 Nm | 6-DSG         | 7,7 s       | 240 km/h       | 7,8 s       | 238 km/h       | 2013 - 2015 |
| 3.6 FSI 4x4       | 3.597 cm³ | VR6       | 24V     | 260 pk   | 360 Nm | 6-DSG         | 6,5 s       | 250 km/h       | 6,6 s       | 247 km/h       | 2008 - 2013 |
| 3.6 FSI 4x4       | 3.597 cm³ | VR6       | 24V     | 260 pk   | 360 Nm | 6-DSG         | 6,4 s       | 250 km/h       | 6,5 s       | 250 km/h       | 2013 - 2015 |

Diesel
| Type              | Motor     | Motor     | Motor   | Vermogen | Koppel | Overbrenging  | Sedan         | Sedan          | Station       | Station        | Jaartal     |
| Type              | Inhoud    | Cilinders | Kleppen | Vermogen | Koppel | Overbrenging  | 0–100 km/h    | Topsnelheid    | 0–100 km/h    | Topsnelheid    | Jaartal     |
| ----------------- | --------- | --------- | ------- | -------- | ------ | ------------- | ------------- | -------------- | ------------- | -------------- | ----------- |
| 1.6 TDI           | 1.598 cm³ | 4-in-lijn | 16V     | 105 pk   | 250 Nm | 5-bak         | 12,5 s        | 192 km/h       | 12,6 s        | 190 km/h       | 2011 - 2015 |
| 1.6 TDI Greenline | 1.598 cm³ | 4-in-lijn | 16V     | 105 pk   | 250 Nm | 5-bak         | 12,2 s        | 197 km/h       | 12,3 s        | 195 km/h       | 2013 - 2015 |
| 1.9 TDI           | 1.896 cm³ | 4-in-lijn | 16V     | 105 pk   | 250 Nm | 5-bak         | 12,5 s        | 190 km/h       | -             | -              | 2008 - 2011 |
| 2.0 TDI           | 1.968 cm³ | 4-in-lijn | 16V     | 140 pk   | 320 Nm | 6-bak / 6-DSG | 10,2 / 10,2 s | 207 / 205 km/h | 10,8 / 10,8 s | 201 / 201 km/h | 2008 - 2013 |
| 2.0 TDI           | 1.968 cm³ | 4-in-lijn | 16V     | 140 pk   | 320 Nm | 6-DSG         | 10,1 s        | 212 km/h       | -             | -              | 2013 - 2015 |
| 2.0 TDI Greentech | 1.968 cm³ | 4-in-lijn | 16V     | 140 pk   | 320 Nm | 6-bak         | 10,1 s        | 211 km/h       | 10,2 s        | 209 km/h       | 2012 - 2013 |
| 2.0 TDI Greentech | 1.968 cm³ | 4-in-lijn | 16V     | 140 pk   | 320 Nm | 6-bak / 6-DSG | 10,0 / 10,1 s | 212 / 212 km/h | 10,1 / 10,2 s | 211 / 210 km/h | 2013 - 2015 |
| 2.0 TDI           | 1.968 cm³ | 4-in-lijn | 16V     | 170 pk   | 350 Nm | 6-bak / 6-DSG | 8,8 / 9,0 s   | 222 / 220 km/h | 8,9 / 8,9 s   | 220 / 218 km/h | 2008 - 2013 |
| 2.0 TDI           | 1.968 cm³ | 4-in-lijn | 16V     | 170 pk   | 350 Nm | 6-bak / 6-DSG | 8,6 / 8,6 s   | 228 / 222 km/h | 8,7 / 8,7 s   | 226 / 221 km/h | 2013 - 2015 |

## Derde generatie
25 juni 2015 werd de nieuwe Škoda Superb bij de Nederlandse dealers geïntroduceerd. Het model is van voor tot achter een totaal nieuw model en heeft een compleet ander lijnenspel dan zijn voorganger. De Skoda werd samengesteld uit bouwstenen van het MQB platform en heeft onderhuids dus veel weg van de nieuwe Passat. Ten opzichte van zijn voorganger is de Superb weer een stukje gegroeid. Hij is 8 cm langer en 5 cm breder geworden, dit is vooral in het interieur te merken. De Superb is altijd al een ruime auto geweest en de nieuwe Superb doet daar weer een schepje bovenop. In tegenstelling tot zijn voorganger is hij alleen als hatchback en stationwagen leverbaar. Op elektronica gebied is de Superb ook weer helemaal up to date. Met onder andere rijbaanassistentie in combinatie met adaptieve cruise control en een media/navigatiesysteem dat via de telefoon te bedienen is.

### Motoren
Omdat er gebruik is gemaakt van het MQB platform is de Superb met alle nieuwe motoren leverbaar welke Volkswagen in de schappen heeft liggen. De basismotor is een 1.4-liter TSI-motor met 125pk. Ook is de nieuwe 1.4 TSI ACT leverbaar met 150pk. Een stapje hoger staat de 1.8 TSI met 180pk. De 3.6-liter VR6-motor met 260 pk is vervangen voor een zuinigere maar sterkere 2.0 TSI met 280pk. Dieselen kan met een 120pk sterke 1.6 TDI en tevens leverbaar is met een DSG versnellingsbak. Verder zijn er twee 2.0 TDI motoren leverbaar met 150pk en 190pk.
Benzine
| Type        | Motor     | Motor     | Motor   | Vermogen | Koppel | Overbrenging  | Sedan       | Sedan          | Station     | Station        | Jaartal      |
| Type        | Inhoud    | Cilinders | Kleppen | Vermogen | Koppel | Overbrenging  | 0–100 km/h  | Topsnelheid    | 0–100 km/h  | Topsnelheid    | Jaartal      |
| ----------- | --------- | --------- | ------- | -------- | ------ | ------------- | ----------- | -------------- | ----------- | -------------- | ------------ |
| 1.4 TSI     | 1.395 cm³ | 4-in-lijn | 16V     | 125 pk   | 200 Nm | 6-bak         | 9,9 s       | 208 km/h       | 10,0 s      | 206 km/h       | 2015 - 2018  |
| 1.4 TSI ACT | 1.395 cm³ | 4-in-lijn | 16V     | 150 pk   | 250 Nm | 6-bak / 7-DSG | 8,6 / 8,8 s | 220 / 220 km/h | 8,7 / 8,9 s | 218 / 218 km/h | 2015 - 2018  |
| 1.5 TSI ACT | 1.498 cm³ | 4-in-lijn | 16V     | 150 pk   | 250 Nm | 6-bak / 7-DSG | 8,7 / 8,9 s | 217 / 216 km/h | 8,8 / 9,0 s | 210 / 209 km/h | 2018 - heden |
| 1.8 TSI     | 1.798 cm³ | 4-in-lijn | 16V     | 180 pk   | 320 Nm | 6-bak / 7-DSG | 8,0 / 8,1 s | 232 / 232 km/h | 8,1 / 8,2 s | 230 / 230 km/h | 2015 - 2018  |
| 2.0 TSI 4x4 | 1.984 cm³ | 4-in-lijn | 16V     | 280 pk   | 350 Nm | 6-DSG         | 5,8 s       | 250 km/h       | 5,8 s       | 250 km/h       | 2015 - 2018  |
| 2.0 TSI 4x4 | 1.984 cm³ | 4-in-lijn | 16V     | 272 pk   | 350 Nm | 7-DSG         | 5,5 s       | 250 km/h       | 5,6 s       | 250 km/h       | 2018 - heden |

Diesel
| Type    | Motor     | Motor     | Motor   | Vermogen | Koppel | Overbrenging  | Sedan         | Sedan          | Station       | Station        | Jaartal      |
| Type    | Inhoud    | Cilinders | Kleppen | Vermogen | Koppel | Overbrenging  | 0–100 km/h    | Topsnelheid    | 0–100 km/h    | Topsnelheid    | Jaartal      |
| ------- | --------- | --------- | ------- | -------- | ------ | ------------- | ------------- | -------------- | ------------- | -------------- | ------------ |
| 1.6 TDI | 1.598 cm³ | 4-in-lijn | 16V     | 120 pk   | 250 Nm | 6-bak / 7-DSG | 10,9 / 11,0 s | 206 / 206 km/h | 11,0 / 11,1 s | 204 / 204 km/h | 2015 - 2018  |
| 2.0 TDI | 1.968 cm³ | 4-in-lijn | 16V     | 150 pk   | 340 Nm | 6-bak / 6-DSG | 8,8 / 8,9 s   | 220 / 218 km/h | 8,9 / 9,0 s   | 218 / 216 km/h | 2015 - 2018  |
| 2.0 TDI | 1.968 cm³ | 4-in-lijn | 16V     | 150 pk   | 340 Nm | 6-bak / 7-DSG | 9,2 / 9,2 s   | 219 / 217 km/h | 9,3 / 9,3 s   | 212 / 209 km/h | 2018 - heden |
| 2.0 TDI | 1.968 cm³ | 4-in-lijn | 16V     | 190 pk   | 400 Nm | 6-bak / 6-DSG | 8,0 / 7,1 s   | 237 / 235 km/h | 8,1 / 8,1 s   | 235 / 235 km/h | 2015 - 2018  |